# Mukhamadmurod Abdurakhmonov
Mukhamadmurod Abdurakhmonov (Muhammadmurod Abdurahmonov), (* 29. listopadu 1986 v Farchoru, Sovětský svaz) je tádžický zápasník–sambista a judista.

## Sportovní kariéra
S bojovými sporty se seznámil na univerzitě tělesné výchovy a sportu, kterou ukončil v roce 2014. Jeho prvním trenérem byl Nosir Borozov. V tadžické reprezentaci se pohybuje od roku 2009 pod vedením Farruhruze Sobirova a judo kombinuje s příbuzným sportem sambem. V roce 2016 dosáhl na asijskou kontinentální kvótu pro účast na olympijských hrách v Riu, kde vypadl v prvním kole s Kubáncem Alexem Garcíou.

### Vítězství
- 2015 – 1x světový pohár (Tchaj-wan)

## Výsledky
| Turnaj            | 2009       | 2010       | 2011       | 2012       | 2013       | 2014       | 2015       | 2016       |  |
| Turnaj            | 23         | 24         | 25         | 26         | 27         | 28         | 29         | 30         |  |
| Turnaj            | těžká váha | těžká váha | těžká váha | těžká váha | těžká váha | těžká váha | těžká váha | těžká váha |  |
| ----------------- | ---------- | ---------- | ---------- | ---------- | ---------- | ---------- | ---------- | ---------- |  |
| Olympijské hry    |            |            |            | —          |            |            |            | úč.        |  |
| Mistrovství světa | úč.        | úč.        | úč.        |            | úč.        | úč.        | úč.        |            |  |
| Asijské hry       |            | 5.         |            |            |            | 5.         |            |            |  |
| Mistrovství Asie  | —          |            | úč.        | 7.         | —          |            | 5.         | 7.         |  |